# Platygaster dryomiae
Platygaster dryomiae är en stekelart som beskrevs av Dieuzeide 1927. Platygaster dryomiae ingår i släktet Platygaster och familjen gallmyggesteklar. Inga underarter finns listade i Catalogue of Life.